# 王宗鲁
王宗鲁（?—?），中國五代十国時代人物，前蜀高祖王建的义子。
年轻时事奉王建为义子，王建给他赐姓名王宗鲁。跟随王建进入成都府，随后攻克龙州，杀死刺史田昉。担任利州团练使。王建与岐王李茂贞对峙，太子王元膺之乱，王宗鲁发兵列阵在西毬场门，平乱有功。永平末年，在凤州设置武兴军，王宗鲁担任武兴军节度使。